# Utilizzo dei microchip negli esseri umani

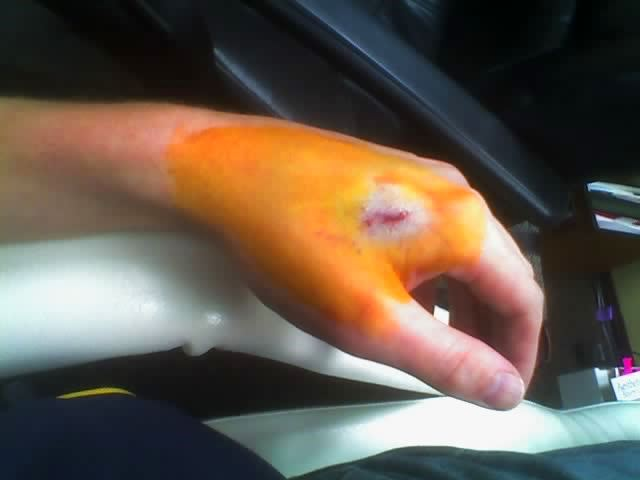
La mano di Amal Graafstra, un hobbista che ha ricevuto l'impianto sottocutaneo di un RFID. L'alone giallo è dovuto alla tintura di iodio usata per la disinfezione

L'impianto dei microchip negli esseri umani è un metodo utilizzato per inserire nel corpo umano un dispositivo di identificazione a radiofrequenza a circuiti integrati o transponder RFID incapsulati in un involucro di vetro.
L'impianto sottocutaneo contiene, di solito, un numero identificativo unico che può essere collegato a informazioni contenute su un database esterno, contenente, ad esempio, dati identificativi personali, dati anamnestici e sanitari, cure mediche, allergie, e informazioni di contatto.
Le possibilità di utilizzo di questi dispositivi sono oggetto di alcune teorie del complotto e leggende metropolitane.

## Hobbistica e pagamento elettronico
Il primo esperimento conosciuto di impianto di un RFID è stato eseguito nel 1998 dallo scienziato britannico Kevin Warwick. L'impianto è stato usato per compiere dei test sull'apertura automatica di porte, accensione di luci e per generare messaggi vocali in un edificio.
A questo primo esperimento hanno fatto seguito quelli di molti hobbysti che si sono fatti impiantare microchip RFID sotto la pelle della mano o li hanno fatti impiantare in quella di altri.
Uno di questi è stato Amal Graafstra, autore del libro RFID Toys, che ha chiesto a un dottore di eseguire l'intervento. Un chirurgo plastico ha usato un bisturi per posizionare il chip nella struttura ossea della mano sinistra, mentre il medico di famiglia gli ha iniettato un chip nella mano destra usando un apposito kit Avid per l'impianto veterinario. Graafstra usa gli impianti per aprire la porta di casa, le serrature dell'auto, per eseguire il login sul suo computer.
Altri utilizzi di questi microchip sono relativi ai pagamenti elettronici.
Vari produttori forniscono impianti il cui funzionamento è essenzialmente identico a quello di una carta di pagamento contactless. Per poterli utilizzare si deve, di norma, aprire un account presso un servizio finanziario, e collegarvi il microchip come si farebbe con un altro dispositivo NFC. 
A quel punto il chip viene abilitato ai pagamenti contactless, e viene gestito attraverso un'app dedicata (ad esempio aggiungendo fondi da una carta di credito, operazione che di norma prevede una commissione).
Solitamente viene consigliato di procedere alla registrazione del chip ed alla verifica della funzionalità di pagamento prima dell'operazione di impianto.
Oggi i pos più datati possono comunque avere difficoltà nel comunicare con i chip, mentre questo problema è generalmente superato con quelli più recenti.

## Utilizzo per la registrazione dei dati sanitari
Nel 2002, l'americana Food and Drug Administration (FDA) ha concesso alla VeriChip Corporation (poi divenuta "PositiveID Corporation" da novembre 2009, dopo la fusione con la Steel Vault Corporation) l'approvazione preliminare per commercializzare negli Stati Uniti il proprio dispositivo per impianto umano, dettando delle specifiche linee guida in materia. Il dispositivo ha ricevuto l'approvazione definitiva nel 2004, ed è stato commercializzato sotto i nomi di VeriChip o VeriMed. Nel 2007 è stato rivelato come impianti quasi identici avessero causato il cancro in centinaia di cavie da laboratorio, una notizia che ha avuto un impatto devastante sul valore delle azioni della società produttrice. Nel 2010, tra maggio e luglio, la Verichip (divenuta, intanto, Positive ID Corporation) ha interrotto la commercializzazione del microchip impiantabile.
Prima che la commercializzazione di VeriChip/VeriMed cessasse nel 2010, la società produttrice aveva suggerito la possibilità di utilizzare gli impianti per poter ricavare informazioni sui dati sanitari della persona in caso di situazioni di emergenza. Il sistema proposto prevedeva che su ogni impianto VeriChip dovesse essere registrato un identificativo a 16 cifre che, in caso di necessità, poteva essere letto dal passaggio di uno scanner a pochi centimetri dall'impianto. Il numero identificativo avrebbe permesso a ospedali, o ad operatori di medicina d'urgenza, di accedere in maniera sicura a un database sul sito della VeriChip Corporation per ricavarne le informazioni mediche conservate.
Nel 2006, circa 80 ospedali avevano accettato di tenere uno scanner VeriChip fornito dalla società produttrice mentre 232 dottori avevano accettato di iniettare i microchip in pazienti che ne avessero fatto richiesta. Tuttavia, la VeriChip Corporation/Applied Digital Solutions è stata citata in giudizio dagli azionisti per aver diramato "informazioni fuorvianti e materialmente false" riguardo al numero delle strutture che avevano accettato. Secondo Glancy & Binkow, l'ultima società ad aderire alla class action:
"[...] il 9 maggio 2002, i convenuti in giudizio [la allora Applied Digital Corporation] avevano affermato che quasi tutti i maggiori ospedali di West Palm Beach, nell'area della Florida, erano stati equipaggiati di scanner VeriChip, un componente indispensabile della tecnologia proposta dalla società VeriChip. Tuttavia, il giorno dopo, 10 maggio 2002, è venuta a galla la verità, secondo cui nessun ospedale aveva accettato lo scanner, un dispositivo essenziale per l'estrazione dell'informazione contenuta ne VeriChip. Dopo la rivelazione del 10 maggio 2002, il valore delle azioni della Applied Digital è precipitato di quasi il 30% in un solo giorno."

## Sicurezza e controllo degli accessi
La VeriChip Corporation ha pubblicizzato il suo impianto anche come un modo per implementare le restrizioni d'accesso a strutture di cui bisogna garantire la sicurezza, come, ad esempio, le centrali nucleari. Gli scanner di microchip potrebbero essere installati all'ingresso di tali strutture in modo che le serrature si aprano solo per quelle persone il cui identificativo registrato su chip si registrato sul sistema. Un chip RFID è stato iniettato, nel 2007, nelle braccia di due dipendenti della CityWatcher, una società di sorveglianza dell'Ohio. Come è stato documentato da USA Today, l'impianto era finalizzato a permettere l'accesso nella stanza delle videoregistrazioni della società. Dopo che la compagnia ha cessato le attività, non si conosce il destino degli impianti fatti ai suoi due ex impiegati.
Uno dei principali inconvenienti di tali sistemi è costituito dalla facilità con cui il numero a 16 cifre contenuto nel chip può essere letto e clonato usando un dispositivo portatile, un problema che è stato pubblicamente denunciato da Jonathan Westhues, un ricercatore sui questioni di sicurezza e documentato, tra gli altri, dal mensile Wired, nel mese di maggio 2006.

## Ipotesi di applicazioni
In futuro, potrebbe diventare fattibile il collegamento di tali chip a un sistema di posizionamento satellitare, che potrebbe permettere di individuare latitudine, longitudine, velocità, direzione del movimento di persone in ogni posto del mondo. Se adeguatamente diffuso, l'impianto potrebbe consentire alle autorità l'individuazione di fuggitivi, di persona scomparsa, o di soggetti che sono fuggiti da una scena del crimine. I critici di questi sistemi, tuttavia, sostengono che la tecnologia potrebbe facilitare la repressione politica, dal momento che i governi potrebbero usare gli impianti di chip per perseguitare attivisti dei diritti umani, attivisti sindacali, dissidenti e avversari politici.
Tra altre le applicazioni suggerite per chip che permettano una simile "tracciabilità" delle persone, una è stata discussa, nel 2008, dall'organo legislativo dell'indonesiana Nuova Guinea occidentale, con lo scopo di monitorare le attività di persone affette da HIV, con lo scopo di ridurre la loro capacità di diffondere il contagio Tuttavia, la parte che riguarda l'uso del microchip non è stata inserita nella versione finale del documento approvato dal legislatore nel dicembre 2008 Con la tecnologia disponibile, simili applicazioni non sono ancora possibili nel primo decennio del duemila, non esistendo, sul mercato, dispositivi impiantabili in cui siano implementate capacità di tracciamento della posizione attraverso sistemi di posizionamento satellitare.
Secondo l'imprenditore statunitense Elon Musk, entro il 2021 il progetto Neuralink, di cui egli è co-fondatore e finanziatore, potrà prendere piede anche nell'essere umano per andare oltre la sperimentazione suina; ad oggi è possibile implementare fili molto sottili dentro il cervello e stanno lavorando per realizzare un microchip sottocutaneo delle dimensioni di un bottone per evitare apparecchi esterni come si pensava in origine.

## Teorie del complotto
La possibilità tecnica e scientifica di un impianto di microchip ha dato origine a varie teorie del complotto che circolano e si alimentano attraverso pubblicazioni a stampa o sul Web: tali teorizzazioni speculano su un suo presunto utilizzo per il controllo mentale o spaziale degli individui (tra queste, si annoverano le congetture della finlandese Rauni-Leena Luukanen-Kilde).
All'interno di queste teorizzazioni, sulla rete Internet si segnalano siti che diffondono l'idea secondo cui, negli Stati Uniti d'America, l'impianto sottocutaneo di microchip sarebbe stato reso obbligatorio dal progetto Obamacare, la riforma del Sistema sanitario statunitense varata da Barack Obama. La finalità degli impianti sarebbe l'implementazione di tecnologie per la sorveglianza occulta della popolazione. Teorie congeneri sono state affermate, nel 2013, anche da un parlamentare italiano, il deputato Paolo Bernini.